# Phthorima obscuripennis
Phthorima obscuripennis är en stekelart som först beskrevs av Hedwig 1938.  Phthorima obscuripennis ingår i släktet Phthorima och familjen brokparasitsteklar. Inga underarter finns listade i Catalogue of Life.